# Cine Rodina
El cine Rodina (en ruso: Кинотеатр Родина, romanizado: Kinoteatr Rodina) es un edificio histórico de cine ubicado en la calle Lenina, la calle principal de Ufá, Baskortostán, Rusia. El edificio se completó e inauguró en 1953, y para 2018 todavía se usaba como cine.

## Historia

### Concepto y construcción
En marzo de 1938, la ciudad de Ufa aceptó un plan de desarrollo general inicial que estipulaba la construcción de un cine de dos salas para 600 personas en el centro histórico de la ciudad, en la intersección de las calles Lenina y Chernyshevsky. Al año siguiente, el Consejo de Comisarios del Pueblo de Baskir ASSR aprobó la construcción del cine, y se llevaron a cabo estudios de ingeniería y geología del sitio. Poco después, sin embargo, el gobierno emitió un decreto para construir un nuevo cine en el distrito industrial del norte de Ufa, y luego, tras la intervención de la Segunda Guerra Mundial, se cancelaron los planes de construcción del cine.
En 1944, se retomó el proyecto de cine central de la ciudad, cuando se incluyeron en el presupuesto de las celebraciones por el 25 aniversario de la Baskir ASSR fondos para un cine de dos salas. Se produjeron más maquinaciones conceptuales y de diseño. Finalmente, el arquitecto Semyon Yakshin diseñó un nuevo proyecto: un cine de dos salas para 700 personas. Aunque el diseño se basó en el propio proyecto del cine Udarnik de Yakshin en Stalingrado (ahora Volgogrado), fue modificado por la transformación de la fachada principal en un pórtico de orden corintio de ocho columnas modelado según otro cine en Stalingrado. El diseño híbrido fue aprobado rápidamente, y en el verano de 1949 se completó el plan de construcción.
Una casa prerrevolucionaria en forma de L de una sola planta que ocupaba el sitio fue demolida para dar paso al nuevo cine. Como se suponía que el personal del antiguo y cercano Кинотеатр Октябрь / Kinoteatr Oktyabr ('Cine octubre') pasaría al nuevo edificio, el director del Oktyabr, Gabdrakhman Fattakhutdinov, supervisó la construcción del nuevo cine desde el principio, y luego se convirtió en su primer director. Por iniciativa suya, parte del sótano del nuevo cine fue equipado como una sala de documentales con 60 asientos.
El trabajo de construcción también fue monitoreado de cerca por el arquitecto, quien hizo sus propuestas finales de diseño y construcción en marzo de 1953, solo tres meses antes de la apertura del cine el 30 de julio de 1953.

### Operaciones
El día de la inauguración, miles de residentes de Ufa visitaron el nuevo cine y vieron la película "Незабываемый 1919-й год" / Nezabyvaemyy 1919 god (El inolvidable año 1919). Los auditorios principales del nuevo cine, cada uno con 350 asientos, fueron llamados "Rojo" y "Azul", respectivamente, y la pequeña sala de documentales obtuvo el nombre "Verde".
Inicialmente, el vestíbulo estaba equipado con un escenario en el que se tocaban conciertos de jazz o clásicos antes de la sesión cinematográfica.
Durante sus primeros años, el cine estaba rodeado de casas de poca altura en mal estado. En la década de 1970, las casas habían sido demolidas y reemplazadas por edificios altos que eclipsan el cine.
En la década de 1990, la sala "Verde" se transformó en un café musical, luego en un "Submarino amarillo" y más tarde en un club de blues. Desde entonces ha vuelto a ser un cine. En el siglo XXI, el vestíbulo ha sido utilizado para apariciones personales de directores de cine y para exposiciones de arte. Mientras tanto, los auditorios han acogido atracciones como representaciones teatrales, festivales de cine, espectáculos y maratones de cine.
Desde 1996, ha sido un Centro para la cinematografía rusa. En 2003, se llevó a cabo un programa festivo para celebrar su 50 aniversario. Actualmente tiene un sistema de sonido en formato Dolby Digital Surround EX y, desde diciembre de 2009, la sala "Roja" ha sido equipada para mostrar películas en 3D. 
La propietaria del cine, la Empresa Unitaria Estatal "Cinema Rodina RB", fue fundada en 1992. El 13 de marzo de 2018, el Jefe de la República de Baskortostán, Rustem Khamitov, emitió un decreto que agrega la Empresa Unitaria a la lista de empresas estratégicas de la República.